# Élections générales britanno-colombiennes de 1941
L'élection générale britanno-colombienne de 1941 fut déclenchée le 9 septembre 1941 et fut tenue le 21 octobre afin d'élire les députés de la 20e législature de l'Assemblée législative de la Colombie-Britannique. Il s'agit de la 20e élection générale dans la province depuis l'adhésion de la Colombie-Britannique au Canada en 1871.
Le résultat de l'élection est extrêmement serré, les trois partis principaux prenant tous environ 30 % du vote populaire ; la Fédération du commonwealth coopératif arrive légèrement en avant avec 33,4 %, suivi de près par le Parti libéral avec 33 % et le Parti conservateur avec 30 %. Par contre, le Parti libéral remporte 21 sièges, contre 14 pour le Commonwealth coopératif et 12 pour les conservateurs ; ce n'est toutefois pas assez pour leur assurer la majorité.
Afin de bloquer la montée du Commonwealth coopératif socialiste, les libéraux forment une coalition avec les conservateurs afin de s'assurer un gouvernement majoritaire ; cette coalition sera formalisée lors des deux élections suivantes, où les deux partis se présenteront en un bloc aux élections et garderont ainsi le pouvoir dans la province pour les 11 prochaines années.
Thomas Dufferin Pattullo, le chef du Parti libéral n'est toutefois pas d'accord avec la coalition avec les conservateurs ; il démissionne de son poste à la tête du parti et siège en tant que député libéral. John Hart, qui consent à la coalition, devient donc premier ministre de la Colombie-Britannique à la tête d'une coalition de 32 députés.

## Résultats
| Parti                 | Parti                                 | Chef                     | # de candidats | Sièges | Sièges | Sièges  | Voix    | Voix    | Voix    |
| --------------------- | ------------------------------------- | ------------------------ | -------------- | ------ | ------ | ------- | ------- | ------- | ------- |
| Parti                 | Parti                                 | Chef                     | # de candidats | 1937   | Élus   | % Diff. | #       | %       | % Diff. |
|                       | Libéral                               | Thomas Dufferin Pattullo | 48             | 31     | 21     | -32,3 % | 149 525 | 32,94 % | -4,40 % |
|                       | Commonwealth coopératif               | Harold Winch             | 45             | 7      | 14     | +100 %  | 151 440 | 33,36 % | +4,79 % |
|                       | Conservateur                          | Royal Maitland           | 43             | 8      | 12     | +50,0 % | 140 282 | 30,91 % | +2,31 % |
|                       | Travailliste/Travailliste indépendant |                          | 6              | 1      | 1      | -       | 7 141   | 1,57 %  | +1,14 % |
|                       | Conservateur officiel1                |                          | 1              | *      | -      | *       | 2 161   | 0,48 %  | *       |
|                       | Indépendant                           | Indépendant              | 4              | 1      | -      | -100 %  | 1 638   | 0,36 %  | -1,40 % |
|                       | Socialist Labour                      |                          | 4              | *      | -      | *       | 683     | 0,15 %  | *       |
|                       | Farmer indépendant                    | Farmer indépendant       | 1              | *      | -      | *       | 388     | 0,09 %  | *       |
|                       | Emancipation                          |                          | 1              | *      | -      | *       | 265     | 0,06 %  | *       |
|                       | Victory Without Debt                  |                          | 1              | *      | -      | *       | 209     | 0,05 %  | *       |
|                       | Religious Political Brotherhood       |                          | 1              | *      | -      | *       | 105     | 0,02 %  | *       |
|                       | Socialiste indépendant                | Socialiste indépendant   | 1              | *      | -      | *       | 56      | 0,01 %  | *       |
| Total                 | Total                                 | Total                    | 156            | 48     | 48     | -       | 453 893 | 100 %   |         |
| Source : Elections BC |                                       |                          |                |        |        |         |         |         |         |

Notes :
* N'a pas présenté de candidats lors de l'élection précédente.
1 J. Hinchliffe avait remporté l'investiture de l'association conservatrice de North Vancouver, mais lorsqu'il exprime son désaccord avec la politique des routes du parti, il est répudié par le chef du parti, R. L. Maitland. Un groupe appelé le Conservative Action Club nomme A. H. Bayne, qui reçoit l'approbation de Maitland. Bayne, toutefois, ne pouvait pas se présenter sous la bannière du Parti conservateur puisque l'investiture de Hinchliffe avait déjà été enregistrée. En conséquence, les voix récoltés par Hinchliffe sont inclus dans le total du Parti conservateur et Bayne, qui s'est présenté en tant que "Conservateur officiel", est compilé séparément.

## Source
- (en) Cet article est partiellement ou en totalité issu de l’article de Wikipédia en anglais intitulé « British Columbia general election, 1941 » (voir la liste des auteurs).